# Bokusatsu tenshi Dokuro-chan
Bokusatsu tenshi Dokuro-chan (jap. 撲殺天使ドクロちゃん) – seria opowiadań napisana przez Masaki Okayu i ilustrowana przez Torishimo. Na jej podstawie powstała manga oraz serial anime.

## Fabuła
Bokusatsu tenshi Dokuro-chan opowiada historię gimnazjalisty Sakury Kusakabe, który jako dwudziestoletni student, stworzy urządzenie zatrzymujące rozwój kobiet na wieku dwunastu lat. Niebiańska organizacja Rurutie wysyła na ziemię anioła Dokuro, aby zabiła Sakurę. Dziewczyna nie chce go zabijać, więc robi wszystko aby chłopak się nie uczył tylko poświęcał czas na zabawie z nią, chociaż sama wciąż w widowiskowy sposób go zabija. Następnie ożywia zaklęciem "Pipiru piru piru pipiru pi".

## Bohaterowie
- Dokuro Mitsukai – uroczy anioł o zielonych oczach i fioletowych włosach (w drugiej serii niebieskich). Mieszka w domu Sakury. Jest wybuchowa i niecierpliwa, uwielbia się bawić oraz często ma głupie pomysły. Uwielbia straszyć Sakurę oraz zabijać go swoją maczugą Excalibolgiem, a następnie ożywiać go. Potrafi zmieniać ludzi w zwierzęta. Jest bardzo śmiała, zakochana w Sakurze. Ma siostrę Zakuro. Dokuro cierpi na chorobę lokomocyjną. Jest twórczynią a zarazem jedyną członkinią Klubu Klejonego Drewna.

- Sakura Kusakabe – gimnazjalista i przyjaciel Dokuro. Nie cierpi być przez nią zabijany maczugą. Anielica początkowo bardzo go denerwowała, lecz gdy została zabrana do przyszłości bardzo mu jej brakowało. Jest zakochany w Shizuki Minakami. Ma szkolne problemy, gdyż uczniowie wyzywają go od pedofila. Jest klasowym kozłem ofiarnym.

- Sabato Mihashigo – jest kolejną anielicą zesłaną na Ziemię. To ona uświadomiła Sakurę o tym co wydarzy się w przyszłości. Sabato jest dość płaczliwa i nerwowa chociaż pomogła Sakurze w ucieczce przed Zakuro. Mihashingo-chan używa do walki elektrycznej pałki.

- Zansu – jest aniołem i przyjacielem Dokuro-chan, choć przypomina trochę zwierzę z różowym irokezem. Pomaga swojej niebiańskiej przyjaciółce w ochronie Sakury. Pomógł też chłopcu zdobyć lekarstwo na alergię wystawiając sztukę.

- Zakuro Mitsukai – siostra Dokuro-chan. Ma dziewięć lat choć jest rozwinięta jak dwudziestolatka i to Dokuro wygląda przy niej na dużo młodszą. Jej bronią jest mokry ręcznik Eckilsax. W pierwszej serii ścigała Dokuro-chan, w drugiej natomiast zamieszkała wraz z siostrą u Sakury. Jest nieśmiała. Posiada wyjątkowe moce jak np. wzrok dzięki któremu, może prześwietlić ścianę.

- Shizuki Minakami – sympatia Sakury. Ma długie brązowe włosy spięte w dwa kucyki. Często służy dobrą radą. Jest inteligentna i darzy ogromnym zaufaniem Sakurę. Shizuki wcielała się w rolę swatki.